# Legge morale naturale
La legge morale naturale è un concetto secondo cui nella natura sono iscritte delle leggi morali universali.

## Contesti
A seconda dei contesti, la legge morale naturale è un concetto riconducibile:
- al pensiero laico del giusnaturalismo, secondo cui nella natura (ossia nello spontaneo accadere dei vari fenomeni naturali tra i corpi reali, e i differenti risultati di comportamenti distruttivi o cooperativi tra individui) sono iscritte delle leggi morali universali antecedenti (temporalmente e gerarchicamente) alle leggi morali stabilite dall'uomo. Ciò stabilirebbe un'indipendenza dalle successive leggi umane, istituzionali e sistemiche, razionaliste. L'etica sarebbe implicita nella natura stessa, e ciò renderebbe libero dai vincoli legislativi il libero individuo.
- al pensiero religioso della teologia morale, in base al quale la legge morale naturale è inscritta nel cuore dell'uomo da Dio stesso.

### Nella Bibbia
Romani 2,12-16 afferma che nel cuore di ogni essere umano Dio inscrive dalla nascita la legge morale naturale ("quando i pagani, che non hanno la legge, per natura agiscono secondo la legge, essi, pur non avendo la legge, sono legge per sé stessi punto e si dimostrano che quanto la legge esige è scritto nei loro cuori come risulta dalla testimonianza della loro coscienza e della loro stessi ragionamenti").

### La legge naturale secondo Tommaso d'Aquino
Nella Bibbia, l'esistenza di un ordine divino e naturale (ordinatio nella Vulgata) della creazione è menzionata in Romani 13:2.
Luca 12,57 ("Perché non giudicate da voi stessi ciò che è giusto?") menziona la capacità innata del genere umano di giudicare e attuare ciò che è bene. 
Secondo il Catechismo della Chiesa cattolica:
(CCC, n. 1954)
La legge morale naturale è una dottrina (anche) della Chiesa cattolica, fondata sulla Sacra Scrittura e dovuta principalmente all'elaborazione di s. Tommaso d'Aquino.
Dal 1259 al 1268, quest'ultimo redasse uno dei più importanti commenti medioevali all'intero corpo epistolare paolino, il cui ordine dottrinale secondo l'Aquinate è stabilito nel Prologo alla Lettera ai Romani e incentrato nella Lettera agli Ebrei sul tema di Cristo capo e sorgente della grazia.
La legge divina e naturale data dal Creatore al tempo di Genesi 1 viene distinta dalla legge umana: se la legge morale naturale consiste in una partecipazione razionale dell'uomo al piano legislativo di Dio-Creatore fissato da sempre per l'intero universo, la legge umana è chiamata ad essere un'applicazione della legge insita nell'ordine divino e naturale della creazione. La rivelazione della legge divina fu affidata a Scritture, Concili e Padri, pilastri della fede cristiana.
Secondo Tommaso, esistono tre inclinazioni naturali nell'uomo: 
- la principale, comune a tutte le sostanze viventi, è la ricerca della propria conservazione. Il diritto alla vita è quindi il fondamento di ogni altro diritto, concretizzandosi nella vita reale di ogni ente nella primaria ricerca della propria conservazione;
- la seconda inclinatio naturalis, comune agli animali superiori, prevede la riproduzione attraverso l'atto sessuale nella forma umana del matrimonio, e l'educazione della prole. La conservazione può essere anche estesa a questa seconda, intesa come sopravvivenza e come riproduzione;
- la terza e più alta inclinatio naturalis è esclusiva dell'essere umano, fine ultimo della sua vita: conoscenza e socialità, cioè conoscere la verità dell'Assoluto (homo habet naturalem inclinationem ad hoc quod veritatem cognoscat de Deo) rendendone partecipi gli altri per vivere insieme nel contesto sociale (ad hoc ut in societate vivat).

La lex naturalis non è uniforme in tutti i casi, è universale e uguale per tutte le persone, ma diversa da caso a caso . Mentre la ragione speculativa, trattando prevalentemente di cose necessarie (necessaria), riproduce nelle conclusioni particolari la verità dei principî universali, la ragione pratica, trattando di cose contingenti (contingentia) quali sono le azioni umane, diminuisce la propria capacità di conservare la verità dei principî mano a mano che dai principî universali si passi a norme d'azione sempre più particolari. Il limite e l'errore non è né nella legge, né nel legislatore; è dovuto al diverso oggetto: cose eterne e necessarie, contro cose contingenti e mutevoli.
Secondo la concezione tomistica dello Stato, la legge umana deve essere oggettivamente fondata sulla ragione naturale (ordinatio rationis ad benem communem, Somma Teologica,  I-II, 90, 1; 4) e ordinata al perseguimento del bene comune (Somma teologica, I-II, 90, 2). La legge ha fondamento nel principio di sovranità popolare democratico, a patto che la maggioranza si conformi al volere e alla legge di Dio: in modo diretto (ex publico condicto oppure sive ex communi placito), ovvero in un modo indiretto e rappresentativo nel quale un principe (princeps) gestisce e assume la cura del popolo (personam populi), inteso come unica voce e unica persona resa libera in Gesù (Somma teologica, II-II, 57, 2). 

La legge morale naturale è universale (vale per gli uomini di ogni tempo e di ogni luogo) e immutabile (vale da sempre e per sempre).
La legge è cogente soltanto nella misura in cui essa si conforma al supremo e immutabile volere di Dio. Tale limite vale per la legge così come per l'autorità del popolo sovrano o del re unto da Dio, in ossequio al principio A Deo rex, a rege lex (da Dio il re, dal re la legge).
In altre parole, la legge naturale vale nella misura in cui si uniforma alla retta ragione che è espressione della legge eterna.
Oltre alla legge morale naturale, esiste anche la legge rivelata nell'Antico e nel Nuovo Testamento. La loro espressione principale è data dai Dieci comandamenti mediante i quali Dio esplicitò nelle tavole della legge ciò che era già iscritto nel cuore degli uomini e che essi non riuscivano più a comprendere da sé stessi.
La legge umana (civile ed ecclesiastica), diversamente da quella morale naturale e morale rivelata, è mutevole. L'uomo è tenuto ad obbedirla solo in quanto si conforma e non si allontana dalla legge morale che è eterna e immutabile. Diversamente, vige il principio della libertà di coscienza e il diritto-dovere di non osservare la legge umana.
L'agire morale umano scaturisce dall'essere figli nel Figlio, figli di Gesù. Le azioni morali sono quindi buone se sono conformi alla verità filiale. La Scolastica distingueva fra azioni dell'uomo (actus hominis come il digerire e il respirare) dalle azioni umane (actus humanum) che coinvolgono prima l'intelletto e poi la libera volontà (secondo il principio del Nihil volitum nisi precognitum, nulla può essere voluto se non prima conosciuto). Secondo la Scolastica, le azioni morali sono di questa seconda tipologia. In esse si distinguono tre elementi della moralità:
- finis operis: il fine dell'opera, oggetto dell'atto o effetto dell'azione morale (ad esempio, il furto che sottrae la proprietà di un bene a qualcuno);
- finis operantis, il fine di colui che opera: l'intenzione che ispira l'azione (ad esempio, rubare per arricchirsi o per sfamare la propria famiglia).
- le circostanze: i moralisti ne elencano fino ad undici (tra cui chi: si ruba a un ricco o a un povero; dove: si riba in Chiesa o in un luogo non consacrato; quanto).

Le azioni morali sono buone se sono buoni tutti e tre gli elementi della moralità. La gravità della colpa è determinata dall'equilibrio dei tre elementi: ad esempio, la gravità dell'omicidio è attenuata dalla legittima difesa, così come la gravità del furto è attenuata dallo stato di povertà. Esistono atti intrinsecamente cattivi (intrinsece malum), in sé stessi e di per sé stessi, a prescindere dalle circostanze in cui si verificano (come l'aborto, il suicidio, la tortura, la pena di morte, tutto ciò che lede l'integrità psicofisica della persona).

### La legge morale secondo Kant
L'esistenza di una legge morale insita nella natura umana è  teorizzata nella Critica della ragion pratica da Immanuel Kant: questa legge è l'imperativo categorico, che è formale incondizionato, universale e necessario. È  dato come un "fatto della ragione". È un principio oggettivo: è considerato da Kant valido in ogni tempo, ma, essendo formale, prescinde da ogni contenuto empirico; infatti non si riferisce ad azioni, ma soltanto a massime. L'imperativo morale kantiano non si propone di realizzare un fine esterno alla volontà del soggetto, né è dettato da un'autorità esterna all'uomo, ma è proprio dell'uomo medesimo, considerato come agente morale.

### Formulazioni teologiche odierne
Al giorno d'oggi, il tema della legge morale naturale è stato approfondito da istituzioni della Chiesa cattolica, da centri di ricerca e da accademici ecclesiastici, ma anche da laici.

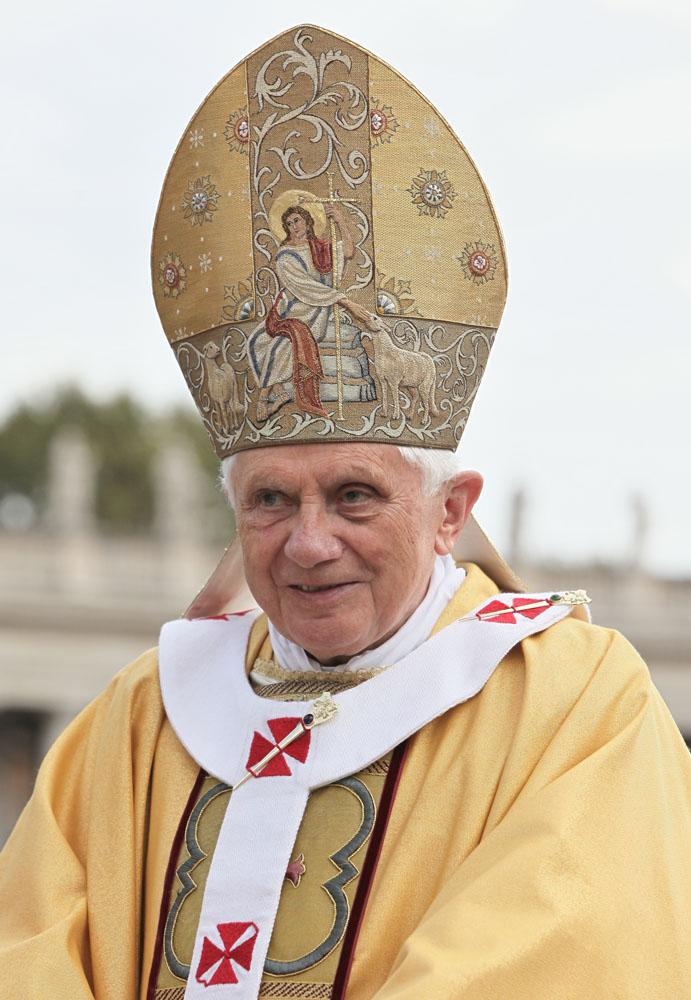
Papa Benedetto XVI

Secondo papa Benedetto XVI, uno degli aspetti più pervasivi del relativismo di oggi è la sostituzione della natura con la cultura.
Con "natura" non ci si riferisce tanto alle cose naturali, quanto alla natura umana e alla sua ragione che è capace di riconoscere il bene. Natura, in questo senso, non è oppressione, qualcosa che si impone all'uomo e lo ostacola, ma è libertà, libertà di scegliere e di essere sé stessi.
Il Catechismo della Chiesa cattolica riassume il contenuto centrale della dottrina sulla legge naturale affermando che essa "indica le norme prime ed essenziali che regolano la vita morale. Ha come perno l'aspirazione e la sottomissione a Dio, fonte e giudice di ogni bene, e altresì il senso dell'altro come uguale a se stesso. Nei suoi precetti principali essa è esposta nel Decalogo. Questa legge è chiamata naturale non in rapporto alla natura degli esseri irrazionali, ma perché la ragione che la promulga è propria della natura umana" (n. 1955).
Ripetendo gli insegnamenti di Giovanni Paolo II, Benedetto XVI sostiene che una democrazia senza riferimento alla legge morale naturale si riduce a sterile procedura. Ma con l'avallo dei numeri si possono commettere ingiustizie e soprusi, come insegna la storia. Un'azione non è giusta solo perché sono in tanti ad approvarla. Le maggioranze possono sbagliare. E la legge morale naturale, quindi, altro non è che la nostra coscienza, che comprende che «è dovuto all'uomo qualcosa in quanto uomo». Qualcosa che anche le maggioranze devono rispettare.